# 8835 Annona
8835 Annona è un asteroide della fascia principale. Scoperto nel 1989, presenta un'orbita caratterizzata da un semiasse maggiore pari a 3,1828480 au e da un'eccentricità di 0,1194735, inclinata di 7,90814° rispetto all'eclittica.
L'asteroide è dedicato alle Annonaceae, una famiglia di piante.